# Treinongeval op de Grote Beltbrug
Het spoorongeval van de Grote Beltbrug vond plaats op 2 januari 2019 op de Grote Beltbrug in Denemarken toen een passagierstrein in aanrijding kwam met een oplegger van een passerende goederentrein.
De Grote Beltverbinding is een 18 km lange brug-tunnelverbinding tussen de Deense eilanden Seeland en Funen, en het ongeval gebeurde op de westelijke brug, in de buurt van Funen. Het ongeval gebeurde tijdens een storm, waardoor de brug was afgesloten voor het wegverkeer, maar niet voor het treinverkeer. Acht passagiers werden gedood, allen Deense burgers, en 16 raakten gewond, waardoor het het dodelijkste treinongeval in Denemarken sinds 1988 is.
Uit een vroeg onderzoek bleek dat in sommige gevallen wagons vergelijkbaar met die bij het ongeval de opleggers niet goed konden vergrendelen. Een volledig onderzoek werd enkele maanden later gepubliceerd en bevestigde de eerdere resultaten. De Deense transportautoriteit verbood dit soort wagons tijdelijk totdat er extra vergrendelingsprocedures waren ingesteld en totdat de regels voor vracht op de brug bij winderig weer werden aangescherpt. Kort daarna werden in heel Europa tijdelijke maatregelen ingevoerd om soortgelijke ongevallen te voorkomen en begin 2020 zullen permanente maatregelen worden ingevoerd.
In januari 2021 werd het gebruik van pocketwagons in Denemarken opnieuw stopgezet na een incident op dezelfde brug toen een oplegger van positie was verschoven en hij aan de zijkant van de goederenwagon uitstak.

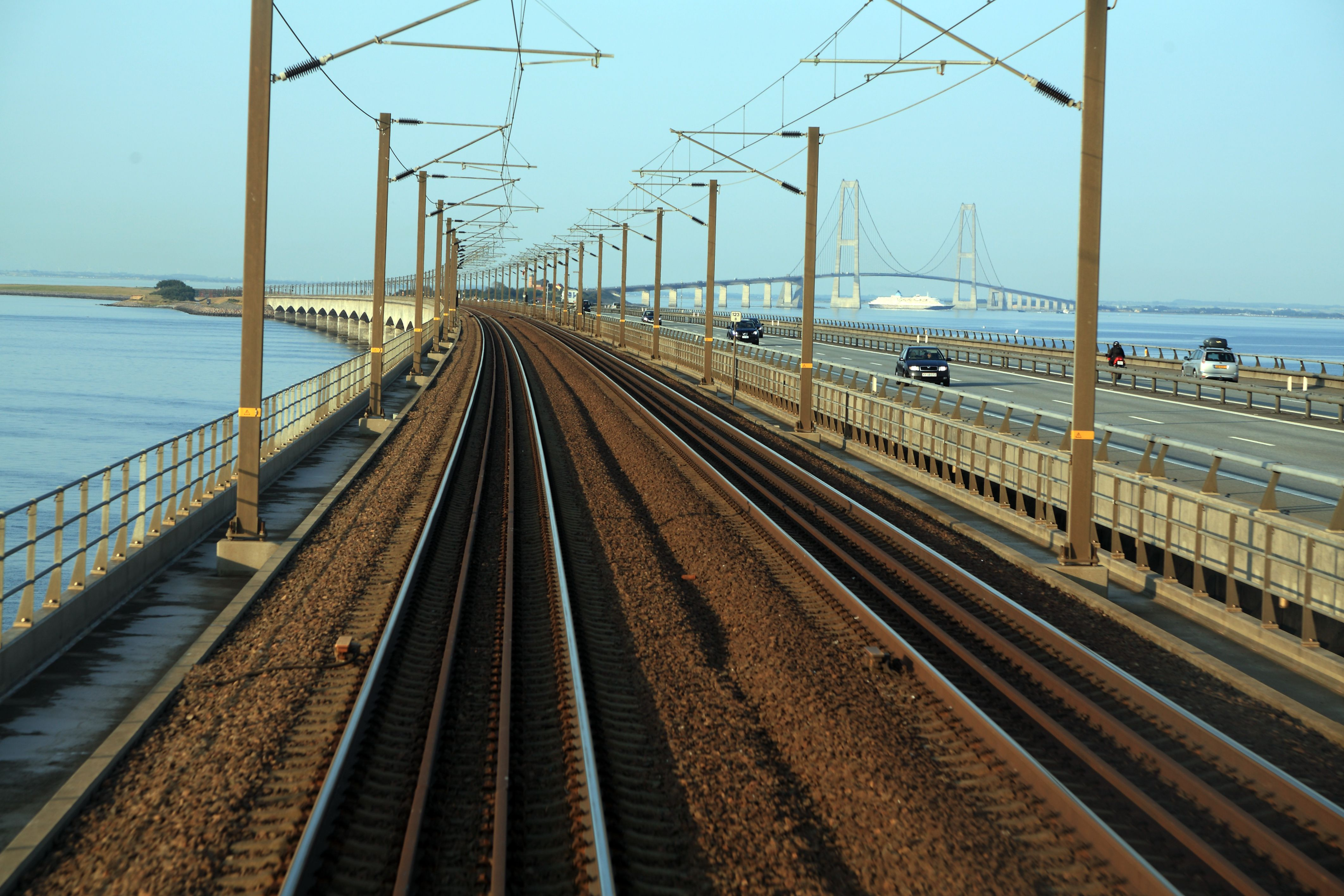
De spoorlijn op de westelijke brug, gezien in de richting van Sprogø en de oostelijke brug. De reizigerstrein bevond zich op het zuidelijke spoor naar rechts; de goederentrein op het noordelijke spoor naar links.